# デメトレ1世 (イメレティ公)
デメトレ1世（デメトレ1せい、グルジア語: დემეტრე I、グルジア語ラテン翻字: Demetre I、1445年没）は、バグラティオニ朝の王族。1414年から1445年までイメレティ王国のエリスタヴィの地位にあった。

## 生涯
デメトレはイメレティ王アレクサンドレ1世の息子として誕生。母親はアナ・オルベリアニであった。父アレクサンドレは1387年、ティムールのジョージア侵攻の際にサカルトヴェロ王国から離脱を宣言してイメレティ王となった。叔父ギオルギが1392年に戦死すると、デメトレはもう一人の叔父コンスタンティネに連れられて、北コーカサスへと逃れた。コンスタンティネがイメレティ王として宣言後の1396年、デメトレはイメレティに戻ることができた。
叔父コンスタンティネが子供を残さずに1401年に戦死すると、イメレティ王の承継は若いデメトレに委ねられた。しかしながらデメトレの即位は、ティムールとの戦争を終えたジョージア王ギオルギ7世の侵攻を受け、阻まれることとなった。デメトレの身柄はサメグレロのマミア2世らイメレティの貴族によって捕えられ、ジョージア王ギオルギ7世へと引き渡された。ギオルギ7世はデメトレを配慮して扱い、カルトリのソムヒティにある安全な隠れ家に送った。
1414年、ジョージア王アレクサンドレ1世はデメトレの妹タマルと結婚し、デメトレを「エリスタヴィ」として臣下に封じてイメレティに戻した。デメトレはジョージアの王家に忠実であり続け、1445年に死去した。

## 子孫
デメトレは妻との間に、娘グルシャリをもうけた。グルシャリは唯一の子であり、女子相続人となった。
娘グルシャリは、以下の子をもうけた。
- 1434年: バグラト（グルジア語版） - ジョージア王コンスタンティネ1世の第3王子ギオルギ（英語版）との子
- 1445年: コンスタンティネ - ジョージア王アレクサンドレ1世の第2王子ディミトリとの子

### 異説
18世紀初頭のジョージアの歴史家ヴァフシティ・バグラティオニは、15世紀後半のジョージア王で、その後のイメレティ王国の祖となったバグラト6世について、デメトレの子であるとの主張を行った。この説は19世紀にフランスの東洋学者マリー＝フェリシテ・ブロッセによって採用され、20世紀まで存続した。しかしながら多くの学者はこの説に反対し、最終的にロシアの歴史学者キリル・トゥマノフはバグラト6世について、ジョージア王コンスタンティネ1世の孫であるとして起源を解明した。